# Фулвий Емилиан
Фулвий Емилиан (на латински: Fulvius Aemilianus) е политик и сенатор на Римската империя през 3 век.
Емилиан e италикиец и патриций. Той е син на Луций Фулвий Гавий Нумизий Петроний Емилиан (консул 206 г.) и брат на Луций Фулвий Гавий Нумизий Емилиан (консул 249 г.).
През 244 г. той е консул заедно с Тиберий Полений Армений Перегрин.